# Tri-nations 2011
Navigation
Édition précédente Édition suivante
Le Tri-nations 2011 se dispute en six rencontres du 23 juillet au 27 août, chaque équipe recevant et se déplaçant deux fois. Le Tri-nations met aux prises les sélections de Nouvelle-Zélande (All Blacks), d'Australie (Wallabies) et d'Afrique du Sud (Springboks). En raison de la Coupe du monde qui débute mi-septembre, la compétition se dispute cette année sur un format réduit de six rencontres au lieu des neuf habituelles.

## Calendrier
| Le 23 juillet à Sydney      | Australie        | 39 – 20 | Afrique du Sud   |
| Le 30 juillet à Wellington  | Nouvelle-Zélande | 40 – 7  | Afrique du Sud   |
| Le 6 août à Auckland        | Nouvelle-Zélande | 30 – 14 | Australie        |
| Le 13 août à Durban         | Afrique du Sud   | 9 – 14  | Australie        |
| Le 20 août à Port Elizabeth | Afrique du Sud   | 18 – 5  | Nouvelle-Zélande |
| Le 27 août à Brisbane       | Australie        | 25 – 20 | Nouvelle-Zélande |

## Classement
| Rang | Nation               | J | V | N | D | Bo | Bd | Pm | Pe | Diff | Pts |
| ---- | -------------------- | - | - | - | - | -- | -- | -- | -- | ---- | --- |
| 1    | Australie            | 4 | 3 | 0 | 1 | 1  | 0  | 92 | 79 | +13  | 13  |
| 2    | Nouvelle-Zélande (T) | 4 | 2 | 0 | 2 | 1  | 1  | 95 | 64 | +31  | 10  |
| 3    | Afrique du Sud       | 4 | 1 | 0 | 3 | 0  | 1  | 54 | 98 | -44  | 5   |

|  | Vainqueur de la compétition |
|  | T : tenant du titre 2010    |